# Max-Born-Gymnasium Germering
Das Max-Born-Gymnasium ist ein naturwissenschaftliches und sprachliches Gymnasium in Germering. Es befindet sich in kommunaler Trägerschaft des Landkreises Fürstenfeldbruck.

## Lage
Das Gymnasium liegt zentral in der Stadt Germering im bayerischen Landkreis Fürstenfeldbruck. Daneben gelegen befindet sich das Hallenbad Germering, zwei Kunstrasenplätze sowie das Sportstadium der Stadt. Die Schule liegt ca. 10 min zu Fuß vom S-Bahnhof „Germering-Unterpfaffenhofen“ entfernt und wird wochentags jeden Morgen und nach dem regulären Schulunterricht von den Bus-Linien 852 (von/nach Alling) und 853 (von/nach Puchheim) angefahren.

## Namensgebung
Das Gymnasium wurde nach dem deutschen Mathematiker und Physiker Max Born benannt. Born wurde vor allem durch seine Zusammenarbeit mit Werner Heisenberg und Albert Einstein bekannt. 1954 wurde ihm für seine Beiträge zur modernen Quantenmechanik der Nobelpreis für Physik verliehen.
Es bestanden Kontakte zu Gustav Victor Rudolf Born (Sohn von Max Born), einem britischen Pharmakologen, der die Schule regelmäßig besucht hat.
Im Herbst 2016 feierte die Schule in der Stadthalle Germering ihr 50-jähriges Bestehen. Festredner war Hermann Parzinger. Dabei hatte auch die Violinistin Arabella Steinbacher einen Kurzauftritt.

## Gebäude
Seit 2009 verfügt die Schule über eine Mensa mit 120 Plätzen, um den Anforderungen einer offenen Ganztagsschule gerecht zu werden. Außerdem besitzt die Schule einen Pausenverkauf.
Eine Besonderheit der Schule ist die Sternwarte. Sie verfügt über zwei Kuppeln; in der einen ist ein Spiegelteleskop (Meade DS-16), in der anderen ein 5"-Refraktor mit 180 cm Brennweite untergebracht.
Der Rasenplatz der Schule, der im Sommer auch für den Sportunterricht genutzt wird, hat die Größe eines durchschnittlichen Fußballplatzes. Auf ihm finden auch Veranstaltungen wie Fußballturniere oder Preisverleihungen statt. Die Schule hat einen Schulgarten, in dem sich ein Biotop befindet. Des Weiteren verfügt das Gymnasium über mehrere Informatikräume und ein Schulaquarium im Eingangsbereich.
Die Schule besitzt mehrere Hallen: eine große Mehrzweck-Sporthalle, die mittels einer herunterfahrbaren Trennwand in zwei kleine Hallen unterteilt werden kann, sowie zwei kleinere, frisch sanierte Sporthallen. Außerdem gibt es eine kleine Veranstaltungshalle mit Bühne, die mit einer Leinwand und entsprechender Technik ausgestattet ist. Hier finden regelmäßig Veranstaltungen der Theatergruppen, Vorträge zu schulischen Themen, Elternabende oder auch Nachmittagsveranstaltungen der Tutoren für die Unterstufe statt.

## Fremdsprachen
Englisch und Latein werden als erste und zweite Fremdsprache angeboten; außerdem kann an der Schule das Cambridge Certificate in Advanced English (CAE) der britischen Eliteuniversität Cambridge erworben werden.
Französisch kann als zweite oder dritte Fremdsprache gewählt werden, des Weiteren ist es möglich, die DELF-Prüfung abzulegen. Italienisch kann als dritte oder spätbeginnende Fremdsprache (ab Jahrgangsstufe 10) gewählt werden.

## Projekte
Von 2002 bis 2007 nahm das Gymnasium als eines von zuletzt 44 Gymnasien in Bayern am Projekt MODUS21 teil. Ziel dieses Modellversuchs war es, die Selbstständigkeit und unternehmerische Aspekte an Schulen zu fördern.
Die Mitgliedschaft im Verein mathematisch-naturwissenschaftlicher Excellence-Center an Schulen (kurz: MINT-EC) hat es dem Max-Born-Gymnasium ermöglicht, als eines von 52 Gymnasien in Bayern, den Status einer MINT-EC-Schule zu erhalten. Mit Status von 2024 war es somit als eine von 64 MINT-EC-Schulen in Bayern berechtigt, Schülern das MINT-EC-Zertifikat zu erteilen. Außerdem gibt es die Max-Born-Akademie zur Begabtenförderung, Lehrerfortbildungen und die Kooperation mit Hochschulen und Unternehmen.
Durch die Teilnahme am Comenius-Programm konnten in den Jahren 2010–2012 vier Fahrten zu Projektschulen in Italien, Polen, Ungarn und der Türkei stattfinden. 2012 kamen Schüler aus diesen Ländern ans Max-Born-Gymnasium.
Die Schule nimmt am DELTAplus-Programm teil. Ziel dieses Projekts ist es, bei den teilnehmenden Lehrkräften einen Prozess der individuellen Unterrichtsentwicklung, hin zu einem Unterricht mit gesteigerter Anschaulichkeit und Effektivität, zu initiieren. Anhand konkreter Themen des aktuellen Lehrplans und erfolgreicher Unterrichtskonzepte wird bei den schulübergreifenden Treffen der eigene Unterricht reflektiert und weiterentwickelt. Kriterien guten Unterrichts werden überdacht und das Repertoire an Unterrichtsmethoden erweitert.
Im Rahmen des Projektes Umweltschule in Europa werden Schulen ausgezeichnet, die besondere Anforderungen an die Umwelterziehung und umweltgerechtes Verhalten erfüllen. Im Oktober 2016 hat sich das MBG mit Aktivitäten rund um die Themen „Recycling von Toner- und Druckerpatronen“, „Problem des Plastikmülls in den Weltmeeren“ und „Schulhefte aus 100 % recyceltem Papier“ beworben und wurde zusammen mit 103 anderen bayerischen Schulen aller Schularten ausgezeichnet.
Seit dem Schuljahr 2017/18 hat die Schule den Titel einer „Schule ohne Rassismus – Schule mit Courage“ verliehen bekommen. Die Verleihung soll ein Anstoß sein, Aktionen gegen Rassismus und Ausgrenzung zu veranstalten und mehr über das Thema nachzudenken. Die Patenschaft für dieses Projekt hat der Musiker Martin Kälberer übernommen.
Das Gymnasium bemüht sich aktuell um den Titel einer Fairtrade-Schule. Am 16. Mai 2017 kam nach vielen Vortreffen und -gesprächen das Schulteam des MBG zur konstituierenden Sitzung zusammen. Mit der Unterzeichnung des Fairtrade Kompasses haben sich Lehrkräfte, Schüler, Vertreter des Elternbeirats und der Direktor des MBG dazu verpflichtet, alle Anforderungen zu erfüllen, um innerhalb eines Jahres Fairtade Schule zu werden. Alle Aktionen, wie beispielsweise die Verankerung im Unterricht, die Durchführung von Veranstaltungen und Ausstellungen oder der Verkauf von Fairtrade-Produkten, müssen dementsprechend dokumentiert werden.

## Förderverein
Das Max-Born-Netzwerk, das 1965 – gleichzeitig mit dem Bau der Schule – ins Leben gerufen wurde, ist der Förderverein der Schule. Aktuell hat der Verein 160 Mitglieder, die einen jährlichen Beitrag von 28 € leisten. Die Silberspender, von denen es im Moment 38 gibt, leisten einen Beitrag von 100 € im Jahr. Die zwölf Goldsponsoren zahlen einen Mitgliedsbeitrag von 250 €.
Das Ziel des Max-Born-Netzwerkes ist es, Projekte der Schule – wie das Biotop, die Sternwarte, die Mikrobiologie oder die Robotik – sowohl finanziell als auch durch Freiwilligenarbeit zu unterstützen sowie den Kontakt zwischen ehemaligen Schülern aufrechtzuerhalten. Zu diesem Zweck veranstaltet der Verein in regelmäßigen Abständen Klassentreffen der jeweiligen Abiturjahrgänge.

## Berufsinformation

### Berufsinfoabend
Zwei Mal im Jahr findet am Max-Born-Gymnasium ein Berufsinformationsabend für Schüler der neunten bis zwölften Jahrgangsstufe statt, bei dem ehemalige Schüler der Schule über ihre weitere Ausbildung und über ihren Beruf berichten. Außerdem gibt es die Möglichkeit, sich direkt für einen Praktikumsplatz in einem Gebiet seiner Wahl zu bewerben. Die Veranstaltung wurde vom Max-Born-Netzwerk ins Leben gerufen und findet seitdem regelmäßig statt.

### Bewerbungstraining und Betriebspraktikum
Die Schule bietet den Schülern der achten Klassen an, am Boys’ Day oder Girls’ Day teilzunehmen. Ziel des Boys’ Day ist es, männliche Jugendliche in Frauenberufe einzuführen. Als Frauenberuf gelten dabei alle Berufe, bei denen einen Männeranteil von unter 30 % herrscht. Das Ziel des Girls’ Day ist es demnach, weibliche Jugendliche in Männerberufe einzuführen.
Das Gymnasium organisiert jedes Jahr ein einwöchiges Betriebspraktikum für die Schüler der neunten Klassen. Die Schüler müssen sich den Betrieb, in dem sie arbeiten möchten, selbst aussuchen und auch eine dementsprechende Bewerbung verfassen. Die Schüler sind dafür immer in der Woche vor den Osterferien vom Unterricht befreit.

## Angebote
Die Schülermitverantwortung (SMV) ist für die Interessen der Schüler zuständig und organisiert Projekte und Veranstaltungen, die den Umgang der Schüler untereinander fördern sollen. Jährlich findet die sogenannte „Nikolausaktion“ statt, bei der es den Schülern möglich ist, Fairtrade Schokoladennikoläuse an Mitschüler zu verschenken. Im Winter findet ein SMV-Skitag statt. Die SMV veranstaltet jedes Jahr für die Schüler der Unterstufe die „Mini-Promnight“. Zu diesem Zweck wird eine Halle der Schule zu einer Disko mit DJ und Tanzfläche umgewandelt. Der 2009 eingeführte Bayerntag dient der Wahrung der bayerischen Traditionen an der Schule. Alle Schüler und Lehrer werden an diesem Tag aufgefordert in Tracht zur Schule zu kommen. Außerdem findet ein Weißwurstfrühstück statt. Die SMV verfügt über einen eigenen Raum und eine SMV-Verfassung, in der die genauen Aufgaben und Pflichten der SMV vermerkt sind.
Für interessierte Schüler besteht die Möglichkeit an einer Streicherklasse teilzunehmen. Hierbei kann ein Streichinstrument parallel zum Musikunterricht erlernt werden.
Im Rahmen der Forscherwoche ist es jeweils einer kleinen Anzahl von Schülern möglich den Schulalltag zu verlassen und zusammen mit Schülern aus anderen Bundesländern Einblicke in die Forschungstätigkeit zu gewinnen.
Ein weiteres Projekt im MINT-Bereich ist die Forscherklasse in der Unterstufe, die im Schuljahr 2013/14 gestartet ist und bei der es um Experimentierfreudigkeit und Wettbewerbsvorbereitung in den Naturwissenschaften geht. Hier kooperieren immer ein Chemie- und ein Physiklehrer und betreuen eine Schülergruppe.
Die Schule verfügt über eine offene Nachmittags- und Hausaufgabenbetreuung, die in der Zeit zwischen 12:25 Uhr und 16:10 Uhr offensteht.
Die Schule bietet den Schülern der fünften bis zwölften Klassen die Teilnahme an Wettbewerben wie Känguru der Mathematik, Pangea-Mathematikwettbewerb, dem Bundeswettbewerb Fremdsprachen, dem europaweiten Englischwettbewerb The Big Challenge oder dem Wettbewerb gegen das Rauchen – „Be Smart Don’t Start“ an.
Das Gymnasium führt jährlich ein Theaterprojekt durch, an dem Schüler aller Jahrgangsstufen teilnehmen. Die 18-köpfige Schulband Murphy’s Law unterstützte das Theater mit einstudierten Stücken. Zudem sind jedes Jahr viele Schüler mit dem Requisitenbau beschäftigt. Daneben gibt es eigene Theatergruppen der Unter- und Mittelstufe.

### Klassenfahrten
Für die Schüler der fünften Jahrgangsstufe findet meist am Schuljahresende ein einwöchiger Aufenthalt im Schullandheim statt.
In der 7. und 8. Klasse kann man mit ins Skilager in Hochfügen im Zillertal kommen.
Die elften Klassen fahren für eine Woche nach Berlin, um sich politisch weiterzubilden.

### Begabtenförderung
Die Max-Born-Akademie wurde 2011 ins Leben gerufen, um den besonders leistungsfähigen Schülern ein spezielles Angebot zukommen zu lassen. Die Akademie lädt in unregelmäßigen Abständen zu Veranstaltungen ein, die der Weiterbildung und der Berufsinformation der Schüler dienen sollen. Es werden hauptsächlich Professoren der Münchner Universitäten eingeladen, um Vorträge für die Schüler zu halten. Außerdem fanden häufiger Veranstaltungen im Amerika-Haus statt. Anfang 2013 fand das Planspiel POL&IS statt, an dem 37 Schüler teilnahmen. Zudem fand mehrmals eine Bildungsfahrt nach Brüssel statt.

## Schüleraustausch
Für die Jahrgangsstufen sechs bis acht findet ein privat organisierter, zehntägiger Schüleraustausch mit der französischsprachigen Schweiz statt.
In der achten oder neunten Klasse findet im zweijährlichen Rhythmus ein Austausch mit Frankreich (Domont) statt. Der Aufenthalt dauert jeweils eine Woche.
In der zehnten Jahrgangsstufe ist es für Schüler, die den Italienischunterricht besuchen, möglich, eine Woche nach Cecina in Italien zu fahren.
Im zweijährlichen Rhythmus findet der Schüleraustausch jeweils abwechselnd entweder mit Chicago oder Indianapolis für Schüler der zehnten Klassen statt. Der Aufenthalt beträgt jeweils drei Wochen.
Ebenfalls für die Schüler der zehnten Klasse findet der Austausch mit London statt. Der Aufenthalt dauert eine Woche.

## Auszeichnungen
- Innere Schulentwicklung Innovationspreis (2002)[15]
- Siemens Award für MINT-EC Schulen (2002)[16]
- Beste SMV Bayerns (2013)[17]
- i.s.i-Preis (1. Platz) (2016)[18]
- Mitgliedschaft im i.s.i-Netzwerk (ab Schuljahr 2016/17)[18]

## Einführungsklasse
Das Gymnasium bietet als einzige Schule im Landkreis Fürstenfeldbruck eine Einführungsklasse an. Diese steht Absolventen der Realschulen, M-Zug der Hauptschulen, Wirtschaftsschulen und Montessori-Schulen mit entsprechendem Angebot zur Verfügung. Für den Übertritt ist kein Notenschnitt erforderlich, er sollte aber nicht unter dem Schnitt liegen, der für einen Besuch an der Fachoberschule ausreicht. Die Schüler wechseln zuerst in die elfte Jahrgangsstufe des Gymnasiums und treten danach in die gymnasiale Oberstufe ein. Sie erwerben ihr Abitur also nach drei Jahren an der Schule.

## Bekannte Absolventen
- Renate Brümmer (* 1955), ehemalige deutsche Raumfahrerkandidatin
- Hermann Parzinger (1959), Prähistoriker und Präsident der Stiftung Preußischer Kulturbesitz
- Thomas Karmasin (* 1962), Politiker
- Helmut Krausser (* 1964), Schriftsteller
- Alexander Siedschlag (* 1971), Politikwissenschaftler
- Arabella Steinbacher (* 1981), Violinistin